# إسحاق رابين
إسحاق رابين (بالعبرية: יִצְחָק רַבִּין، يلفظ: «يتسحاك رابين» أو «يتسحاق رابين»؛ 1 مارس 1922 - 4 نوفمبر 1995) ويعرف اختصارًا باسم رابين، هو سياسي إسرائيلي وجنرال عسكري سابق في الجيش الإسرائيلي ورئيس وزراء إسرائيل، يُعد من أبرز الشخصيات الإسرائيلية وأحد أهم متخذي القرارات في الشؤون الخارجية، العسكرية والأمنية في إسرائيل.
إسحاق رابين خامس رئيس وزراء إسرائيلي، وتقلّد هذا المنصب في فترتين؛ الأولى من 1974 إلى 1977 والثانية من 1992 انتهت بإطلاق الرصاص عليه ومقتله في 4 نوفمبر 1995 على يد قاتل يهودي اسمه إيجال عامير، ليصبح رابين رئيس الوزراء الإسرائيلي الوحيد الذي يقضي اغتيالاً، ويعد رابين من أشهر رجالات البالماخ المتفرعة من الهاجاناه العسكرية.

## نشأته
وُلد رابين في مدينة القدس إبّان الانتداب البريطاني لفلسطين ل «نحميا» (أوكراني) و «روزا» (بيلاروسية)، انتقلت عائلته بعد سنة من ميلاده إلى تل أبيب، حيث كبر وترعرع، درس لاحقا في المدرسة الزراعية اليهودية «كادوري» في الجليل.

## حياته العسكرية والسياسية
في 1938، وضمن فترة دراساته، اشترك في دورة عسكرية قصيرة نظمتها الهاجاناه. خرج رابين من مدرسة «كادوري» بامتياز في سنة 1940. في 1941 انضم إلى «الهاجاناه» وأصبح من كبار قادتها، مما أدى إلى اعتقاله من قبل السلطات البريطانية في حزيران/يونيو 1946. عندما اندلعت حرب 1948 تعيّن قائدا لسرية «هارئيل» التي قاتلت في منطقة القدس؛ ويشير المؤرخ اليهودي إيلان بابي في كتابه التطهير العرقي لفلسطين بأن إسحاق رابين هو أحد مهندسي ومخططي ومنفذي عملية ترحيل الفلسطينيين التي نفذتها الحركة الصهيونية على أرض فلسطين. وعند انتهاء الحرب اشترك في محادثات الهدنة التي دارت بين إسرائيل ومصر في جزيرة رودس اليونانية. في كانون الأول/ديسمبر 1963 عيّنه ليفي إشكول (رئيس الوزراء الإسرائيلي في ذلك الحين) رئيسا لأركان الجيش الإسرائيلي. عندما اندلعت حرب الأيام الستة في 1967 كان رابين لا يزال يتقلد منصب رئيس الأركان. في شباط/فبراير 1968 تقاعد رابين من الخدمة العسكرية.
عقب تقاعد رابين من الحياة العسكرية، انخرط في السلك الدبلوماسي كسفير لإسرائيل لدى الولايات المتحدة الأمريكية. أمّا بالنسبة لحياته السياسية الداخلية، فقد حصل على مقعد في الكنيسيت الإسرائيلي في كانون الثاني/يناير بعد أن انضم لحزب العمل الإسرائيلي. مع حصوله على المقعد البرلماني تعيّن أيضا لمنصب وزير العمل في الحكومة التي ترأستها جولدا مائير.
في عام 1974 وقعت أزمة سياسية في أعقاب إعلان تقرير قاس بشأن جهوزية الجيش الإسرائيلي لحرب أكتوبر 1973، الأمر الذي أجبر جولدا مائير على الاستقالة من منصب رئيسة الوزراء. ومن نتائج تلك الأزمة انتخاب رابين كرئيس لحزب العمل وخلف جولدا مائير في رئاسة الوزراء. واشتهر رابين في الفترة الأولى لرئاسة الوزراء بعملية «مطار عنتيبة»، فقد أعطى رابين أوامره للجيش الإسرائيلي لإنقاذ ركاب الطائرة الفرنسية المخطوفة بعد إقلاعها من إسرائيل.
في 20 ديسمبر 1976 استقال رابين من منصب رئيس الوزراء إثر أزمة برلمانية نجمت عن هبوط طائرات عسكرية أرسلتها الولايات المتحدة للجيش الإسرائيلي في يوم الجمعة بعد غروب الشمس، مما أثار غضب الأحزاب الدينية المشاركة في الائتلاف الحكومي لاعتباره انتهاكا لقدسية يوم السبت في اليهودية. وأسفرت استقالة رابين إلى تبكير الانتخابات، وتحديد موعدها لشهر مايو 1977. في فبراير 1977 تغلب إسحاق رابين على شمعون بيرس في الانتخابات الداخلية لحزب «همعراخ» («البنية» - اتحاد حزب العمل مع أحزاب يسارية أخرى) وتعيّن مرشح الحزب لرئاسة الوزراء، ولكن في 15 مارس 1977 كشف الصحافي دان مرغاليت في صحيفة هآرتس أن عقيلة رابين تدير حسابا مصرفيا في الولايات المتحدة مخالفة للقانون الإسرائيلي آنذاك. تحمل إسحاق رابين المسؤولية عن هذه المعصية، مما أدى إلى إجراء انتخابات داخلية جديدة وترشيح شمعون بيرس لرئاسة الوزراء. خسر «همعراخ» الانتخابات في مايو 1977، وخلف مناحيم بيغن، رئيس حزب الليكود، إسحاق رابين في رئاسة الوزراء، بينما امتثل شمعون بيرس رئيس المعارضة البرلمانية. أما رابين فظل عضو الكنيست دون منصب خاص.
في عام 1984، وفي ظل التعادل في نتائج الانتخابات بين الكتلتين البرلمانيتين، اضطر كلا الحزبان المتنافسان الرئيسيان، حزب الليكود وحزب العمل، على التعاون في تشكيل «حكومة وحدة وطنية». وانضم رابين لهذه الحكومة التي ترأسها شمعون بيرس وإسحاق شامير بالتناوب، وتولى فيها وزارة الدفاع. في تلك الفترة اندلعت الانتفاضة الفلسطينية ضد الاحتلال الإسرائيلي في قطاع غزة والضفة الغربية، واشتهر رابين وقتها بتعليماته لقواته بكسر عظام المتظاهرين الفلسطينيين.
في عام 1992، تمكّن رابين من الفوز بمنصب رئيس الوزراء للمرة الثانية ولعب دوراً أساسياً في معاهدة أوسلو للسلام التي أنجبت السلطة الفلسطينية وأعطتها السيطرة الجزئية على كل من قطاع غزة والضفّة الغربية. وفي الفترة الثانية لرئاسة رابين للوزراء، توصلت إسرائيل لاتفاقية سلام مع الأردن مع اتّساع كبير في بقعة المستوطنات الإسرائيلية في كل من الضفّة الغربية وقطاع غزّة.

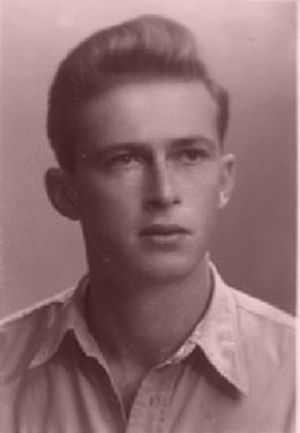
رابين قبل وقت قصير من انضمامه إلى البلماح

ولدوره الريادي في اتفاقية أوسلو للسلام، فقد تمّ منح رابين جائزة نوبل للسلام عام 1994 مع كل من ياسر عرفات رئيس السلطة الفلسطينية وشمعون بيريز وزير خارجيته.

## اغتياله
وفي 4 نوفمبر 1995، وخلال مهرجان خطابي مؤيّد للسلام في ميدان «ملوك إسرائيل» (اليوم: ميدان رابين) في مدينة تل أبيب، أقدم اليهودي المتطرّف إيجال أمير على إطلاق النار على إسحق رابين، وكانت الإصابة مميتة إذ مات على إثرها على سرير العمليات في المستشفى أثناء محاولة الأطباء إنقاذ حياته.